# Silvio Huonder
Silvio Huonder (* 6. Oktober 1954 in Chur) ist ein Schweizer Schriftsteller.

## Leben
Silvio Huonder absolvierte ein Studium an der Grazer Hochschule für Musik und darstellende Kunst. Er arbeitete als Bühnenbildner und Regisseur und studierte Szenisches Schreiben an der Berliner Hochschule der Künste. Neben zahlreichen Theaterstücken und Hörspielen hat er auch fünf Romane und einen Erzählband veröffentlicht. Mit seiner Geschichte „Tobi“ gewann er 2005 den MDR-Literaturpreis. Huonder erhielt 2013 den Bündner Literaturpreis.
Er lebt heute mit seiner Familie in Schwielowsee (Brandenburg).
Seit dessen Gründung arbeitet er als Dozent am Schweizerischen Literaturinstitut in Biel.

## Werke

### Bücher
- Adalina. Roman. Arche, Zürich 1997
- Übungsheft der Liebe. Roman. S. Fischer, Frankfurt am Main 1998
- Valentinsnacht. Roman. Nagel & Kimche, München 2006
- Wieder ein Jahr, abends am See. Erzählungen. Nagel & Kimche, München 2008[1]
- Dicht am Wasser. Roman. Nagel & Kimche, München 2009[2]
- Die Dunkelheit in den Bergen. Roman. Nagel & Kimche, München 2012

### Theaterstücke
- Die Holzfresser. UA: Zug 1988
- Vincent. UA: München 1991
- Feuerlilli. UA: Freiburg im Breisgau 1993
- Schneller Wohnen. UA: Hamburg 1996
- Kino. UA: Dresden 2005
- rAmurs-Lärm und Liebe im Schams. UA: Andeer 2013
- Die Dunkelheit in den Bergen. UA: 2014 Chur
- Alma und ihre Männer, UA: 2016 Chur